# Chatterton (chanson)
 (mars 2017).

La Mort de Chatterton, qui s'empoisonna à l'arsenic à 18 ans à peine pour ne pas mourir de faim (peinture à l'huile sur panneau d'acajou d'Henry Wallis, 1856).

Chatterton est une chanson de Serge Gainsbourg, sortie en 1967.

## Thème et inspiration
La chanson évoque plusieurs personnages historiques qui se sont sans doute suicidés (tels que Chatterton, Démosthène, Hannibal, ou encore Marc-Antoine), ainsi que d'autres qui ont souffert de problèmes mentaux (Schumann, Nietzsche...).
Passant en revue tous ces noms illustres au destin malheureux, Serge Gainsbourg s'interroge sur lui-même : « Quant à moi, quant à moi, ça ne va plus très bien ».
La chanson s'inspire de la phrase fameuse d'Alphonse Allais, qui s'inquiétait du déclin de la littérature dans le monde en disant « Shakespeare est mort, Molière est mort, Racine est mort, et, je vous avoue, je ne me sens pas très bien moi-même ».
La musique est « empruntée » au morceau instrumental Hip Hug-Her du groupe américain Booker T. and the M.G.'s. Gainsbourg l'a déjà utilisé deux mois plus tôt, presque à l'identique, dans la chanson Hip Hip Hip Hurrah qu'il a écrite pour Claude François. Cette fois-ci, il modifie l'orchestration, mais la mélodie et le rythme restent les mêmes. La musique, comme les paroles, sont attribuées à Serge Gainsbourg. Les musiciens de Booker T. and the M.G.'s ne sont pas crédités et ne perçoivent aucun droits d’auteurs pour ces deux chansons.
Trois ans plus tard, Claude François reprend la même musique, en l'accélérant, pour la chanson Hou là là de Patrick Topaloff. Là non plus, les compositeurs originaux ne sont pas crédités.